# Hardeeville
Hardeeville – miasto w Stanach Zjednoczonych, w stanie Karolina Południowa, w hrabstwie Jasper.